# ميدان شرق الجيزة

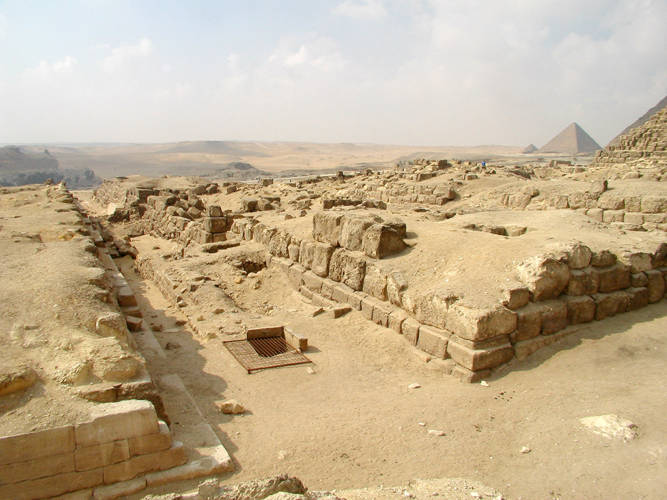
مصاطب إلى الشرق من هرم خوفو.

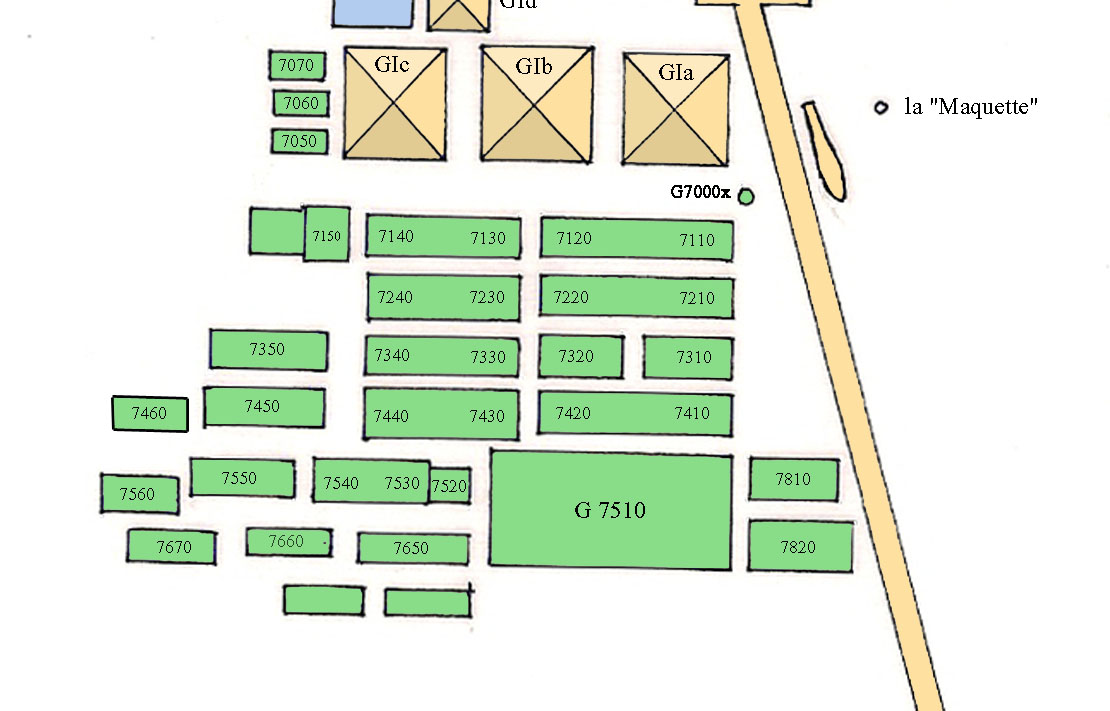
خريطة ميدان شرق الجيزة بالجيزة

يقع ميدان شرق الجيزة شرق الهرم الأكبر بالجيزة ويحتوي على مقبرة G 7000. كانت هذه المقبرة مكان دفن لبعض أفراد عائلة خوفو. تضم المقبرة أيضًا مصاطب من مستأجرين وكهنة الأهرامات يعود تاريخها إلى الأسرة الخامسة والسادسة.
يتكون الميدان شرق الجيزة من أهرامات الملكة الثلاثة وعدد من المصاطب المسمى مقبرة G 7000. وضع رايزنر جدولاً زمنياً لبناء ميدان شرق الجيزة. من المحتمل أن يكون أول هرمين للملكة، G 1a و G 1b، قد بدأ في العام 15-17 للملك خوفو. عادة ما يتم بناء أهرامات الملكة إلى الجنوب من هرم الملك، ولكن في هذه الحالة كان يوجد مقلع في الجنوب وتم نقل بناء الأهرامات الأصغر إلى الشرق من مجمع الهرم الرئيسي. يتكون الجزء الأول من المقبرة من 12 مصطبة تم بناؤها كمصطبات مزدوجة. تم وضعها في ثلاثة صفوف من أربعة قبور:
- 7110-7120 G كواب وحتب حرس الثاني وG 7130-7140 خوفوخاف الأول[2] وزوجته نفرتكاو الثانية.
- G 7210-7220 دجيفهور وزوجته وG 7230-7240
- G 7310-7320 باوفرا و G 7330-7340

تم تأريخ إنشاء هذه المقابر إلى حوالي 17-24 من عهد خوفو. تم الانتهاء من هذا اللب بعد ذلك لإنشاء نواة من ثمانية مصاطب ثنائية من خلال بناء:
- G 7410-7420 ميريسان ومرى اس عنخ الثانية وحوربايف وG 7430-7440 مينكاف الأول

تم بناء باقي ميدان شرق الجيزة حول هذه المجموعة المكونة من ثمانية مصاطب مزدوجة. من بين هؤلاء المصطبة الكبرى G 7510 لابن الملك والوزير عنخاف تبرز بسبب حجمها. يمكن تأريخ بناء العديد من المصاطب الأخرى إلى زمن الملك خفرع. G 7530 + 7540، قبر مريسانخ الثالث، يحتوي على نقوش مقلع تعود إلى العام 13 من ذلك الملك. تم بناء مصطبة G 7050، التابعة لنفرتكاو 1، في عهد خفرع أيضًا. تعود الإضافات الأخرى إلى نهاية الأسرة الرابعة والخامسة والسادسة وحتى في وقت لاحق. :70–74

## أهرامات الملكة
كان يعتقد في البداية أن الهرم G 1a ينتمي إلى الملكة ميريت إيت إس الأولى لكن لينر أظهر أن الهرم ينتمي إلى حتب حرس بدلاً من ذلك. جميع الأهرامات الثلاثة لها قاعدة مربعة أبعادها حوالي 45-49 م. على جانب. زاوية الميل حوالي 51 درجة 50 'لجميع الثلاثة.
| Htp · t · p | Hr · r | s |

| Htp · t · p | Hr · r | s |

|  |  |

زوجة الملك، ابنة الملك الأسرة الرابعة زوجة سنفرو والدة خوفو. هرم G1-b ميريت إيت إس الأولى 
| mr · r | t · t · f | s |

زوجة الملك الأسرة الرابعة زوجة خوفو هرم G1-c هينتسن 
| H | nw · t | s | n |

 ابنة الملك الأسرة الرابعة يقال إنها ابنة خوفو على لوحة موضوعة في المعبد خلال الأسرة السادسة والعشرين، ولكن من المرجح أن تكون زوجة.
قبر رمح:
| Htp · t · p | Hr · r | s |

| Htp · t · p | Hr · r | s |

## مقبرة G 7000
نواة المقبرة G 7000
| رقم القبر            | نوع          | اسم المالك                         | مالك العنوان                                                                                                  | فترة زمنية                        | تعليقات |
| -------------------- | ------------ | ---------------------------------- | --- | --------------------------------- | --- |
| G 7110 +7120         | مصطبة مزدوجة | هاياو كاوابى وحتب حتب حرس الثانية  | ابن الملك الاكبر                                                                                              | الأسرة الرابعة (خوفو)             | ابن وابنة خوفو. |
| G 7130 +7140         | مصطبة مزدوجة | خفوخاف الأول وزوجته نفرتكاو الثاني | قائمة العناوين الجزئية: الوزير، أمير وراثي، مدير بوتو، كاهن خوفو، ابن الملك، ابن الملك من جسده، رفيقه الوحيد. | الأسرة الرابعة (خوفو)             | ابن خوفو. رُفع إلى منصب وزير بعد الانتهاء من قبره. تم نصب تمثال في الكنيسة الخاصة به لتسجيل ذلك.                                    |
| G 7210 +7220         | مصطبة مزدوجة | دجيفهور وزوجته                     | ابن جسد الملك، كونت، حارس نخن، إلخ.                                                                           | الأسرة الرابعة (زمن خوفو)         | ابن خوفو. |
| G 7230 +7240         | مصطبة مزدوجة |                                    | | الأسرة الرابعة (زمن خوفو)         | |
| G 7310 +7320         | مصطبة مزدوجة | باوفرا                             | ابن الملك | الأسرة الرابعة                    | Bȝw.f-Rˁ (قراءة أخرى Rˁ-bȝw.f) مُدرج على أنه ابن خوفو في بردية Westcar، بسبب تعيين Reisner له المجهول G7310 + 20. الإسناد غير مؤكد. |
| G 7330 +7340         | مصطبة مزدوجة |                                    | | الأسرة الوسطى أو المتأخرة الرابعة | |
| G 7410 +7420         | مصطبة مزدوجة | مرى اس عنخ الثانية                 | مرسنخ: ابنة الملك، زوجة الملك؛ حربيف: ابن الملك                                                               | نهاية الأسرة الرابعة              | ذكرت ابنة نبتتبيتس في الكنيسة. |
| G 7430 +7440 (LG 61) | مصطبة مزدوجة | مينكهاف الأول                      | ابن الملك والوزير                                                                                             | الأسرة الرابعة                    | كان منكاف ابن خوفو. |

## روابط خارجية
- موقع أرشيف الجيزة الذي يحتفظ به متحف الفنون الجميلة في بوسطن. اقتباس: «هذا الموقع هو مصدر شامل للبحث في الجيزة. يحتوي على صور فوتوغرافية ووثائق أخرى من بعثة جامعة هارفارد الأصلية - متحف بوسطن للفنون الجميلة (1904 إلى 1947)، من العمل الميداني الأخير لوزارة الخارجية، ومن البعثات والمتاحف والجامعات الأخرى حول العالم»..
- بينما لا يزال الوصول إلى أرشيف الجيزة متاحًا، أصبحت الجيزة الرقمية في عام 2011 وتحتفظ به هارفارد. يمكن الوصول إلى الموقع هنا.